# Hóquei sobre a grama nos Jogos Olímpicos de Verão de 2008 - Masculino
O torneio masculino de hóquei sobre grama nos Jogos Olímpicos de Verão de 2008 foi disputado entre 11 e 23 de agosto. As partidas realizam-se no Estádio de Hóquei do Olympic Green. Doze equipes estiveram representadas no torneio masculino.
Na primeira fase, as doze equipes classificadas dividem-se em dois grupos com seis seleções cada. As duas equipes mais bem colocadas de cada grupo avançam as semifinais e as vencedoras disputam a medalha de ouro. Os perdedores das semifinais partem para a disputa da medalha de bronze. As demais equipes eliminadas na primeira fase disputam partidas para definir suas colocações finais no torneio olímpico.
A Alemanha conquistou a medalha de ouro ao derrotar a Espanha por 1 a 0 na decisão. Então campeã, a Austrália dessa vez conquistou o bronze com a vitória por 6 a 2 sobre os Países Baixos, medalhistas de prata em Atenas 2004.

## Medalhistas
|  | GER Alemanha |  | ESP Espanha |  | AUS Austrália |
|  | Philip Witte Maximilian Müller Sebastian Biederlack Carlos Nevado Moritz Fürste Jan-Marco Montag Tobias Hauke Tibor Weissenborn Benjamin Wess Niklas Meinert Timo Wess Oliver Korn Christopher Zeller Max Weinhold Matthias Witthaus Florian Keller Philipp Zeller |  | Francisco Cortes Santiago Freixa Francisco Fábregas Victor Sojo Alex Fàbregas Pol Amat Eduard Tubau Roc Oliva Juan Fernández Ramón Alegre Xavier Ribas Albert Sala Rodrigo Garza Sergi Enrique Eduard Arbos David Alegre |  | Jamie Dwyer Liam de Young Rob Hammond Mark Knowles Eddie Ockenden David Guest Luke Doerner Grant Schubert Bevan George Andrew Smith Stephen Lambert Eli Matheson Matthew Wells Travis Brooks Kiel Brown Fergus Kavanagh Des Abbott |

## Primeira fase

### Grupo A
| Equipe            | Pts | J | V | E | D | GP | GC | SG |
| ----------------- | --- | - | - | - | - | -- | -- | -- |
| ESP Espanha       | 12  | 5 | 4 | 0 | 1 | 9  | 5  | +4 |
| GER Alemanha      | 11  | 5 | 3 | 2 | 0 | 12 | 6  | +6 |
| KOR Coreia do Sul | 7   | 5 | 2 | 1 | 2 | 13 | 11 | +2 |
| NZL Nova Zelândia | 7   | 5 | 2 | 1 | 2 | 10 | 9  | +1 |
| BEL Bélgica       | 4   | 5 | 1 | 1 | 3 | 9  | 13 | −4 |
| CHN China         | 1   | 5 | 0 | 1 | 4 | 7  | 16 | −9 |

Todas as partidas seguem o fuso horário de Pequim (UTC+8).
| 11 de Agosto 8:30                       |       |            |                                                                                  |
| Alemanha                                | 4 – 1 | China      | Estádio de Hóquei do Olympic Green Árbitros: GBR David Leiper IND Satinder Kumar |
| C. Zeller 21' Keller 43' 54' Nevado 68' |       | Na Yubo 7' | Estádio de Hóquei do Olympic Green Árbitros: GBR David Leiper IND Satinder Kumar |

| 11 de Agosto 18:00 |       |                     |                                                                              |
| Coreia do Sul      | 1 – 3 | Nova Zelândia       | Estádio de Hóquei do Olympic Green Árbitros: AUS David Gentles GBR Andy Mair |
| Lee N. Y. 12'      |       | H. Shaw 43' 57' 64' | Estádio de Hóquei do Olympic Green Árbitros: AUS David Gentles GBR Andy Mair |

| 11 de Agosto 20:30                    |       |                          |                                                                                 |
| Espanha                               | 4 – 2 | Bélgica                  | Estádio de Hóquei do Olympic Green Árbitros: AUS Murray Grime NED Roel van Eert |
| Amat 8' Freixa 20' Ribas 41' Sojo 49' |       | Truyens 26' Dekeyser 63' | Estádio de Hóquei do Olympic Green Árbitros: AUS Murray Grime NED Roel van Eert |

| 13 de Agosto 10:30    |       |                                                      |                                                                                  |
| China                 | 2 – 5 | Coreia do Sul                                        | Estádio de Hóquei do Olympic Green Árbitros: MAS Amarjit Singh DEN Henrik Ehlers |
| Na Yubo 6' Song Yi 8' |       | Seo J. H. 13' Jang J. H. 35'+ 55' 57' Kang S. J. 67' | Estádio de Hóquei do Olympic Green Árbitros: MAS Amarjit Singh DEN Henrik Ehlers |

| 13 de Agosto 18:30 |       |              |                                                                                 |
| Bélgica            | 1 – 1 | Alemanha     | Estádio de Hóquei do Olympic Green Árbitros: NED Rob ten Cate AUS David Gentles |
| Charlier 22'       |       | Witthaus 19' | Estádio de Hóquei do Olympic Green Árbitros: NED Rob ten Cate AUS David Gentles |

| 13 de Agosto 20:30 |       |            |                                                                                   |
| Nova Zelândia      | 0 – 1 | Espanha    | Estádio de Hóquei do Olympic Green Árbitros: RSA John Wright GER Christian Blasch |
|                    |       | Freixa 70' | Estádio de Hóquei do Olympic Green Árbitros: RSA John Wright GER Christian Blasch |

| 15 de Agosto 8:30  |       |            |                                                                                 |
| Espanha            | 2 – 1 | China      | Estádio de Hóquei do Olympic Green Árbitros: AUS David Gentles KOR Kim Hong-Lae |
| Ribas 17' Amat 67' |       | Na Yubo 6' | Estádio de Hóquei do Olympic Green Árbitros: AUS David Gentles KOR Kim Hong-Lae |

| 15 de Agosto 18:00         |       |                                       |                                                                                |
| Bélgica                    | 2 – 4 | Nova Zelândia                         | Estádio de Hóquei do Olympic Green Árbitros: GBR David Leiper ESP Xavier Adell |
| Dekeyser 43' Gucassoff 69' |       | Child 19' 20' Brooks 30' McAleese 60' | Estádio de Hóquei do Olympic Green Árbitros: GBR David Leiper ESP Xavier Adell |

| 15 de Agosto 20:30                                 |       |                                      |                                                                                 |
| Coreia do Sul                                      | 3 – 3 | Alemanha                             | Estádio de Hóquei do Olympic Green Árbitros: RSA John Wright IND Satinder Kumar |
| Yeo Woon-Kon 5' Jang Jong-Hyun 46' Seo Jong-Ho 52' |       | Witte 17' Witthaus 40' C. Zeller 47' | Estádio de Hóquei do Olympic Green Árbitros: RSA John Wright IND Satinder Kumar |

| 17 de Agosto 10:30                     |       |              |                                                                                  |
| Coreia do Sul                          | 3 – 1 | Bélgica      | Estádio de Hóquei do Olympic Green Árbitros: NED Rob ten Cate IND Satinder Kumar |
| You Hyo-Sik 46' 51' Jang Jong-Hyun 50' |       | Dekeyser 20' | Estádio de Hóquei do Olympic Green Árbitros: NED Rob ten Cate IND Satinder Kumar |

| 17 de Agosto 18:30     |       |                |                                                                             |
| Nova Zelândia          | 2 – 2 | China          | Estádio de Hóquei do Olympic Green Árbitros: AUS Murray Grime GBR Andy Mair |
| Child 34' McAleese 54' |       | Song Yi 3' 17' | Estádio de Hóquei do Olympic Green Árbitros: AUS Murray Grime GBR Andy Mair |

| 17 de Agosto 21:00 |       |         |                                                                                |
| Alemanha           | 1 – 0 | Espanha | Estádio de Hóquei do Olympic Green Árbitros: RSA John Wright AUS David Gentles |
| Fuerste 34'        |       |         | Estádio de Hóquei do Olympic Green Árbitros: RSA John Wright AUS David Gentles |

| 19 de Agosto 10:30            |       |               |                                                                              |
| Alemanha                      | 3 – 1 | Nova Zelândia | Estádio de Hóquei do Olympic Green Árbitros: AUS David Gentles GBR Andy Mair |
| Weß 5' Witthaus 9' Keller 55' |       | H. Shaw 46'   | Estádio de Hóquei do Olympic Green Árbitros: AUS David Gentles GBR Andy Mair |

| 19 de Agosto 18:30 |       |                |                                                                                |
| Coreia do Sul      | 1 – 2 | Espanha        | Estádio de Hóquei do Olympic Green Árbitros: DEN Henrik Ehlers USA John Wright |
| Yoon S. H. 69'     |       | Freixa 12' 53' | Estádio de Hóquei do Olympic Green Árbitros: DEN Henrik Ehlers USA John Wright |

| 19 de Agosto 21:00 |       |                                      |                                                                                 |
| China              | 1 – 3 | Bélgica                              | Estádio de Hóquei do Olympic Green Árbitros: AUS Murray Grime RSA Gary Simmonds |
| Song Yi 4'         |       | Reckinger 28' Truyens 32' Dohmen 48' | Estádio de Hóquei do Olympic Green Árbitros: AUS Murray Grime RSA Gary Simmonds |

### Grupo B
| Equipe            | Pts | J | V | E | D | GP | GC | SG  |
| ----------------- | --- | - | - | - | - | -- | -- | --- |
| NED Países Baixos | 13  | 5 | 4 | 1 | 0 | 16 | 6  | +10 |
| AUS Austrália     | 11  | 5 | 3 | 2 | 0 | 24 | 7  | +17 |
| GBR Grã-Bretanha  | 8   | 5 | 2 | 2 | 1 | 10 | 7  | +3  |
| PAK Paquistão     | 6   | 5 | 2 | 0 | 3 | 11 | 13 | -2  |
| CAN Canadá        | 4   | 5 | 1 | 1 | 3 | 10 | 17 | −7  |
| RSA África do Sul | 0   | 5 | 0 | 0 | 5 | 4  | 25 | −21 |

| 11 de Agosto 10:30   |       |                                           |                                                                                |
| Paquistão            | 2 – 4 | Grã-Bretanha                              | Estádio de Hóquei do Olympic Green Árbitros: RSA John Wright MAS Amarjit Singh |
| Abbasi 45' Waqas 59' |       | Tindall 2' Moore 14' Jackson 29' Daly 62' | Estádio de Hóquei do Olympic Green Árbitros: RSA John Wright MAS Amarjit Singh |

| 11 de Agosto 18:30                                        |       |              |                                                                                   |
| Austrália                                                 | 6 – 1 | Canadá       | Estádio de Hóquei do Olympic Green Árbitros: GER Christian Blasch CHN Chen Dekang |
| Abbott 15' 16' 54' Kavanagh 22' Ockenden 48' Schubert 57' |       | P. Short 38' | Estádio de Hóquei do Olympic Green Árbitros: GER Christian Blasch CHN Chen Dekang |

| 11 de Agosto 21:00                                         |       |               |                                                                                 |
| Países Baixos                                              | 5 – 0 | África do Sul | Estádio de Hóquei do Olympic Green Árbitros: DEN Henrik Ehlers ESP Xavier Adell |
| Taekema 4' 35' Docherty 44' Hertzberger 47' M. Brouwer 66' |       |               | Estádio de Hóquei do Olympic Green Árbitros: DEN Henrik Ehlers ESP Xavier Adell |

| 13 de Agosto 8:30 |        |                                                                                       |                                                                              |
| África do Sul     | 0 – 10 | Austrália                                                                             | Estádio de Hóquei do Olympic Green Árbitros: GBR Andy Mair NED Roel van Eert |
|                   |        | Dwyer 2' 42' Matheson 14' 29' 57' Schubert 27' Guest 35'+ 38' Kavanagh 47' Abbott 67' | Estádio de Hóquei do Olympic Green Árbitros: GBR Andy Mair NED Roel van Eert |

| 13 de Agosto 18:00 |       |                                |                                                                                |
| Canadá             | 1 – 3 | Paquistão                      | Estádio de Hóquei do Olympic Green Árbitros: KOR Kim Hong-Lae GBR David Leiper |
| Kullar 35'         |       | Imran 39' Rasool 39' Waqas 57' | Estádio de Hóquei do Olympic Green Árbitros: KOR Kim Hong-Lae GBR David Leiper |

| 13 de Agosto 21:00 |       |              |                                                                                 |
| Países Baixos      | 1 – 0 | Grã-Bretanha | Estádio de Hóquei do Olympic Green Árbitros: AUS Murray Grime RSA Gary Simmonds |
| Taekema 63'        |       |              | Estádio de Hóquei do Olympic Green Árbitros: AUS Murray Grime RSA Gary Simmonds |

| 15 de Agosto 10:30             |       |                     |                                                                               |
| Países Baixos                  | 4 – 2 | Canadá              | Estádio de Hóquei do Olympic Green Árbitros: AUS Murray Grime CHN Chen Dekang |
| Taekema 4' 8' 33' Weusthof 49' |       | Deol 12' Kahlon 64' | Estádio de Hóquei do Olympic Green Árbitros: AUS Murray Grime CHN Chen Dekang |

| 15 de Agosto 18:30 |       |                                   |                                                                                  |
| Paquistão          | 1 – 3 | Austrália                         | Estádio de Hóquei do Olympic Green Árbitros: DEN Henrik Ehlers RSA Gary Simmonds |
| Abbasi 16'         |       | Schubert 20' Dwyer 41' Brooks 59' | Estádio de Hóquei do Olympic Green Árbitros: DEN Henrik Ehlers RSA Gary Simmonds |

| 15 de Agosto 21:00 |       |                      |                                                                                    |
| África do Sul      | 0 – 2 | Grã-Bretanha         | Estádio de Hóquei do Olympic Green Árbitros: GER Christian Blasch NED Rob ten Cate |
|                    |       | Tindall 20' Daly 66' | Estádio de Hóquei do Olympic Green Árbitros: GER Christian Blasch NED Rob ten Cate |

| 17 de Agosto 8:30 |       |             |                                                                                  |
| Grã-Bretanha      | 1 – 1 | Canadá      | Estádio de Hóquei do Olympic Green Árbitros: NED Roel van Eert RSA Gary Simmonds |
| Daly 67'          |       | Pereira 47' | Estádio de Hóquei do Olympic Green Árbitros: NED Roel van Eert RSA Gary Simmonds |

| 17 de Agosto 18:00              |       |               |                                                                                 |
| Paquistão                       | 3 – 1 | África do Sul | Estádio de Hóquei do Olympic Green Árbitros: MAS Amarjit Singh KOR Kim Hong-Lae |
| Javed 9' Abbasi 44' Saqlain 60' |       | Smith 31'     | Estádio de Hóquei do Olympic Green Árbitros: MAS Amarjit Singh KOR Kim Hong-Lae |

| 17 de Agosto 20:30       |       |                 |                                                                                     |
| Austrália                | 2 – 2 | Países Baixos   | Estádio de Hóquei do Olympic Green Árbitros: DEN Henrik Ehlers GER Christian Blasch |
| Ockenden 58' Doerner 61' |       | Taekema 55' 70' | Estádio de Hóquei do Olympic Green Árbitros: DEN Henrik Ehlers GER Christian Blasch |

| 19 de Agosto 8:30                           |       |                       |                                                                                |
| Países Baixos                               | 4 – 2 | Paquistão             | Estádio de Hóquei do Olympic Green Árbitros: GBR David Leiper KOR Kim Hong-Lae |
| Brouwer 41' Taekema 46' 58' Hertzberger 69' |       | Imran 28' Maqsood 65' | Estádio de Hóquei do Olympic Green Árbitros: GBR David Leiper KOR Kim Hong-Lae |

| 19 de Agosto 18:00                            |       |                            |                                                                                   |
| Canadá                                        | 5 – 3 | África do Sul              | Estádio de Hóquei do Olympic Green Árbitros: NED Roel van Eert IND Satinder Kumar |
| R. Short 15' Fernandes 31' 46' Grimes 38' 70' |       | Smith 4' 51' Tsolekile 28' | Estádio de Hóquei do Olympic Green Árbitros: NED Roel van Eert IND Satinder Kumar |

| 19 de Agosto 20:30                |       |                                        |                                                                                    |
| Austrália                         | 3 – 3 | Grã-Bretanha                           | Estádio de Hóquei do Olympic Green Árbitros: GER Christian Blasch ESP Xavier Adell |
| George 40' Dwyer 45' Ockenden 68' |       | Middleton 34' R. Mantell 47' Moore 55' | Estádio de Hóquei do Olympic Green Árbitros: GER Christian Blasch ESP Xavier Adell |

## Classificação 5º-12º lugares

### Disputa pelo 11º lugar
| 23 de Agosto 8:30               |             |                                   |                                                                                  |
| China                           | 4 – 3 (pro) | África do Sul                     | Estádio de Hóquei do Olympic Green Árbitros: NED Rob ten Cate IND Satinder Kumar |
| Na Yubo 32' Song Yi 53' 58' 85' |             | Tsolekile 3' Symons 63' Smith 70' | Estádio de Hóquei do Olympic Green Árbitros: NED Rob ten Cate IND Satinder Kumar |

### Disputa pelo 9º lugar
| 21 de Agosto 8:30          |       |        |                                                                                |
| Bélgica                    | 3 – 0 | Canadá | Estádio de Hóquei do Olympic Green Árbitros: GBR David Leiper ESP Xavier Adell |
| Dekeyser 2' 70' Dohmen 23' |       |        | Estádio de Hóquei do Olympic Green Árbitros: GBR David Leiper ESP Xavier Adell |

### Disputa pelo 7º lugar
| 21 de Agosto 11:00                   |       |                       |                                                                                 |
| Nova Zelândia                        | 4 – 2 | Paquistão             | Estádio de Hóquei do Olympic Green Árbitros: KOR Kim Hong-Lae RSA Gary Simmonds |
| Child 26' H. Shaw 39' 53' Brooks 43' |       | Bilgrami 46' Butt 56' | Estádio de Hóquei do Olympic Green Árbitros: KOR Kim Hong-Lae RSA Gary Simmonds |

### Disputa pelo 5º lugar
| 23 de Agosto 11:00            |       |                                                      |                                                                                 |
| Coreia do Sul                 | 2 – 5 | Grã-Bretanha                                         | Estádio de Hóquei do Olympic Green Árbitros: AUS Murray Grime NED Roel van Eert |
| Jang J. H. 48' Hyun H. S. 67' |       | Middleton 44' Jackson 49' Clarke 54' 63' Kirkham 70' | Estádio de Hóquei do Olympic Green Árbitros: AUS Murray Grime NED Roel van Eert |

## Fase final
|  | Semifinais                    | Semifinais                    |   |                               | Disputa pelo ouro             | Disputa pelo ouro |  |
|  |                               |                               |   |                               |                               |                   |  |
|  | 21 de Agosto de 2008 - Pequim |                               |   |                               |                               |                   |  |
|  | Países Baixos                 | 1 (3)                         |   |                               |                               |                   |  |
|  | Alemanha                      | 1 (4)                         |   |                               |                               |                   |  |
|  |                               |                               |   |                               |                               |                   |  |
|  |                               |                               |   |                               | 23 de Agosto de 2008 - Pequim |                   |  |
|  |                               |                               |   |                               | Alemanha                      | 1                 |  |
|  |                               | Espanha                       | 0 |                               |                               |                   |  |
|  |                               |                               |   |                               |                               |                   |  |
|  |                               |                               |   |                               |                               |                   |  |
|  |                               |                               |   |                               | Disputa pelo bronze           |                   |  |
|  | 21 de Agosto de 2008 - Pequim | 21 de Agosto de 2008 - Pequim |   | 23 de Agosto de 2008 - Pequim | 23 de Agosto de 2008 - Pequim |                   |  |
|  | Espanha                       | 3                             |   | Países Baixos                 | 2                             |                   |  |
|  | Austrália                     | 2                             |   |                               | Austrália                     | 6                 |  |

### Semifinais
| 21 de Agosto 18:00 |                 |               |                                                                                |
| Países Baixos      | 1 – 1 (3–4 pen) | Alemanha      | Estádio de Hóquei do Olympic Green Árbitros: AUS David Gentles RSA John Wright |
| Hoyng 66'          |                 | P. Zeller 68' | Estádio de Hóquei do Olympic Green Árbitros: AUS David Gentles RSA John Wright |

| 21 de Agosto 20:30       |       |                        |                                                                                    |
| Espanha                  | 3 – 2 | Austrália              | Estádio de Hóquei do Olympic Green Árbitros: DEN Henri Ehlers GER Christian Blasch |
| Tubau 39' 44' Freixa 68' |       | Abbott 1' Ockenden 37' | Estádio de Hóquei do Olympic Green Árbitros: DEN Henri Ehlers GER Christian Blasch |

### Disputa pelo bronze
| 23 de Agosto 18:00         |       |                                                               |                                                                                 |
| Países Baixos              | 2 – 6 | Austrália                                                     | Estádio de Hóquei do Olympic Green Árbitros: GBR Andy Mair GER Christian Blasch |
| Taekema 12' De Nooijer 27' |       | Ockenden 5' 6' Abbott 9' Matheson 28' Hammond 42' Doerner 62' | Estádio de Hóquei do Olympic Green Árbitros: GBR Andy Mair GER Christian Blasch |

### Final
| 23 de Agosto 20:30 |       |         |                                                                                  |
| Alemanha           | 1 – 0 | Espanha | Estádio de Hóquei do Olympic Green Árbitros: DEN Henrik Ehlers AUS David Gentles |
| C. Zeller 16'      |       |         | Estádio de Hóquei do Olympic Green Árbitros: DEN Henrik Ehlers AUS David Gentles |

## Classificação final
| Pos.   | País              |
| ------ | ----------------- |
| Ouro   | GER Alemanha      |
| Prata  | ESP Espanha       |
| Bronze | AUS Austrália     |
| 4      | NED Países Baixos |
| 5      | GBR Grã-Bretanha  |
| 6      | KOR Coreia do Sul |
| 7      | NZL Nova Zelândia |
| 8      | PAK Paquistão     |
| 9      | BEL Bélgica       |
| 10     | CAN Canadá        |
| 11     | CHN China         |
| 12     | RSA África do Sul |